# Live at Roseland: Elements of 4
Live at Roseland: Elements of 4 é um DVD ao vivo da cantora norte-americana Beyoncé lançado pela Columbia Records e dirigido por Beyoncé Knowles e Ed Burke. O concerto foi filmado no dia 19 de agosto de 2011 no Roseland Ballroom na cidade de Nova Iorque, durante o 4 Intimate Nights with Beyoncé. O DVD teve duas versões, uma simples com apenas um disco que foi lançada no dia 21 de novembro de 2011 exclusivamente nas lojas Wal-Mart, e uma outra que foi lançada mundialmente no dia 29 de novembro do mesmo ano contendo dois discos, com um mini-documentário, sete videoclipes referentes a faixas do álbum4 e um making-of dos concertos. A versão deluxe do álbum também foi lançada no formato app, para os aparelhos iPhone e iPad com o sistema iOS, no dia 5 de janeiro de 2012.
O lançamento do álbum foi anunciado no dia 27 de outubro de 2011, junto com o lançamento do videoclipe "Party" da cantora. A pré-venda do álbum começou a ser feita no mesmo dia. O concerto foi liberado por 24 horas no site VEVO no dia 20 de novembro, um dia antes do lançamento mundial. No mesmo dia Beyoncé realizou a festa de lançamento do DVD no "The Paris Theater" na cidade de Nova Iorque, onde ela foi entrevistada por vários repórteres. Ainda neste dia, Beyoncé venceu o American Music Awards na categoria Best Soul/R&B Female; como não poderia estar presente no evento para receber o prêmio, ela gravou uma mensagem que seria transmitida no telão da premiação, justificando que não estaria lá devido à divulgação do seu DVD "Live at Roseland". O concerto também foi exibido na televisão, sendo transmitido na íntegra nos dias 25 de dezembro de 2011 no canal britânico 4Music e no dia 30 de dezembro no Channel 4. As interpretações das canções "I Was Here", "End of Time", "Best Thing I Never Had", "I Care" e "Love on Top" foram disponibilizadas na conta VEVO da cantora na internet.
O álbum recebeu avaliações positivas dos críticos de música, sendo considerado um dos "Melhores DVDs para presentear nesta temporada" pelos escritores do jornal Boston Globe e da revista Billboard. Kat George da VH1 descreveu o álbum como "cenas comoventes, inspiradoras e contagiantes ao mesmo tempo", chamando-lhe de "imaculadamente produzido". Ela terminou sua avaliação falando que Beyoncé apresenta "graça absoluta e humildade suprema". Simon Gage do Daily Express comentou que o álbum representa o "pacote completo, com a voz, a aparência e a capacidade de compor de Beyoncé." O videoclipe "Run the World (Girls)" lançado na edição deluxe do álbum obteve destaque, recebendo três indicações ao MTV Video Music Awards de 2011, sendo vencedor na categoria de melhor coreografia. Em 2012, o mesmo videoclipe recebeu uma indicação ao People's Choice Awards na categoria Favorite Music Video. No mesmo ano, o video de "I Was Here" presente neste DVD foi indicado ao NAACP Image Award na categoria Outstanding Music Video.
O álbum teve bom desempenho nas paradas, estreando nos Estados Unidos no Top Music Videos em terceiro lugar, vendendo 17 mil cópias, e alcançando na semana seguinte o pico no número dois. O álbum também entrou em outras paradas do mundo como nos Países Baixos onde chegou à liderança, e na Bélgica na sexta posição. Na semana de lançamento, o álbum foi certificado como disco de ouro pela Związek Producentów Audio Video (ZPAV) na Polônia. O álbum entrou em mais cinco paradas, no Veckolista DVD Album na Suécia na oitava posição, no Top 10 Music DVDs na décima posição na Irlanda, no Top DVD Musicaux na oitava posição na França, no UK Music DVD Chart na oitava posição no Reino Unido, e no Australian Music DVD Chart no número três na Austrália, onde foi certificado como platina pela Australian Recording Industry Association (ARIA). O álbum figurou também a parada da Suíça no Music DVD Top 10 na oitava posição. Apesar de decorridas poucas semanas do seu lançamento, consagrou-se como o segundo DVD mais vendido no mundo e nos Estados Unidos em 2011, onde a edição simples foi certificada como ouro e a edição de luxo como platina pela Recording Industry Association of America (RIAA).

## Antecedentes e lançamento

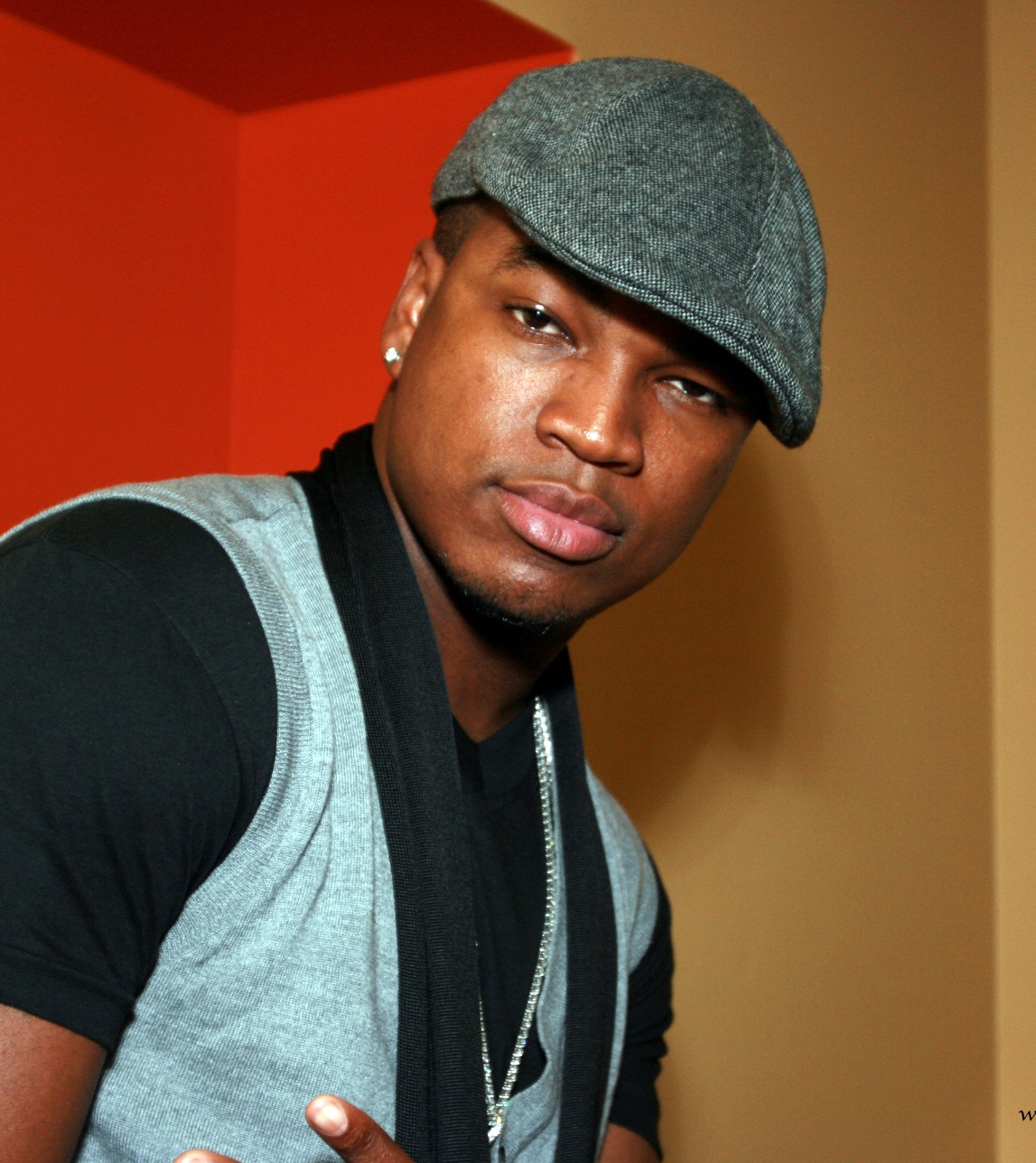
Ne-Yo compositor de "Irreplaceable" esteve em um dos concertos do 4 Intimate Nights with Beyoncé, que deram origem ao DVD.

Live at Roseland: Elements of 4 foi filmado no dia 19 de agosto de 2011 na casa de eventos Roseland Ballroom na cidade de Nova Iorque em Nova Iorque durante o concerto intitulado de 4 Intimate Nights with Beyoncé. Além do dia da gravação do DVD, o concerto foi apresentado em três datas anteriores, nos dias 14, 16 e 18 de agosto de 2011. Várias celebridades assistiram aos concertos, como o seu marido Jay-Z, Lady Gaga, Mary Mary, Ne-Yo e Paul McCartney entre outras. A venda de ingressos para o evento quebrou um recorde, por seu primeiro concerto ter se esgotado em apenas 22 segundos. O trailer oficial do DVD foi lançado no canal E! e logo depois no site oficial da cantora, no dia 9 de novembro de 2011.
Em setembro de 2011, Beyoncé postou várias prévias das imagens por trás das cenas do concerto on-line no Facebook do banco Citibank. Estes vídeos estão presente no DVD, como bônus do menu. No dia 7 de novembro de 2011, sua gravadora Sony Music realizou duas sessões de apresentação do DVD em seus escritórios na cidade de Nova York, na presença de representantes das revistas Rolling Stone, Essence, Reuters, Billboard.biz, dos jornalista britânicos Piers Morgan e Angel Laws, do Concrete Loop, e Kierna Mayo da revista Ebony.
A edição simples, intitulada somente de Live at Roseland, foi lançada exclusivamente pela Walmart nos Estados Unidos em 21 de novembro de 2011. A edição de luxo com dois discos, intitulada Live at Roseland: Elements Of 4, foi lançada mundialmente em 25 de novembro de 2011, com o concerto completo, filmagens nos bastidores de bônus, um livreto de 20 páginas e sete videoclipes do álbum 4. Incluindo os vídeos de "1+1", "Best Thing I Never Had", "Party", "Love on Top", "Countdown", "Run the World (Girls)" e "Dance for You".
No dia 29 de novembro de 2011, o site oficial da Beyoncé juntamente com o VEVO, lançaram um trailer para anunciar o lançamento do DVD, que aconteceu neste mesmo dia. Semanas antes do lançamento do álbum, a revista Billboard anunciou o lançamento de um videoclipe que estaria presente no DVD, mas não especificou de qual música seria. No dia 25 de novembro de 2011, finalmente esta revista divulgou que seria o videoclipe da música "Dance for You".
No dia 5 de janeiro de 2012, versão deluxe do álbum foi lançado no formato app, para os aparelhos iPhone e iPad. Este app para sistema iOS tem 676.6 megabyte e foi desenvolvido e lançado pela Sony Music Entertainment. O diretor executivo e fundador desta empresa Brent Brookler disse: "Oferecendo todos estes materiais em um aplicativo representa um marco na indústria e demonstra mais uma vez que Beyoncé é uma visionária indústria do entretenimento".

## Divulgação
"Eu definitivamente estava pensando "Todo mundo sabe, todo mundo pode ver". Eu gostei bastante porque vi todos em pé do lado de fora com as sombrinhas debaixo da chuva por horas e eu só queria dar tudo que eu podia de melhor. Quando você esta grávida é um pouco mais difícil de respirar, então foi bem difícil fazer as coreografias e cantar ao mesmo tempo, mas eu buscava forças no amor dos fãs".

— Beyoncé falando sobre a dificuldade de executar suas performances grávida.
No dia 16 de novembro o programa 106 & Park liberou um vídeo da canção "End of Time", que contém cenas do DVD, além de outras performances, o vídeo foi liberado no canal Vevo em seguida. Na mesma data Beyoncé liberou a performance de "I Was Here", contendo cenas misturadas com seus vídeos caseiros na infância, adolescência e juventude, além de cenas com as Destiny's Child, projetos sociais, entrevistas com Oprah Winfrey e para a CNN, recebimentos de Grammys, encontro com Michael Jackson, Etta James, Barack Obama, Tina Turner, Nelson Mandela, cenas dos DVDs The Beyoncé Experience Live e I Am... World Tour, performances mundialmente notórias dentre outras cenas. No dia 17 de novembro, o canal BET divulgou prévias do DVD, uma da canção "Independent Women" onde Beyoncé conta parte da história das Destiny's Child, e outra de "I Miss You", que contém cenas de momentos intimos com seu marido Jay-Z. No dia 18 de novembro, as performances de "End of Time" e "I Was Here" foram disponibilizados para compra digital no iTunes Store. No dia 20 de novembro, Beyoncé liberou o concerto para visualizações no VEVO, durante 24 horas.
No dia 20 de novembro de 2011, Beyoncé realizou a festa de lançamento do DVD no teatro "The Paris Theater" na cidade de Nova Iorque. No evento, a cantora apresentou o concerto e foi entrevistada por Alicia Quarles do The Associated Press. Neste dia Beyoncé venceu o American Music Awards na categoria Best Soul/R&B Female, como ela não poderia estar presente no evento para receber o prêmio ela gravou uma mensagem na qual foi transmitida no telão da premiação, justificando que não estaria lá devido a divulgação do seu DVD "Live at Roseland". No dia 29 de novembro de 2011, a performance de "Best Thing I Never Had" e no dia 21 de dezembro de 2011 a performance de "I Care" foram lançadas como vídeos promocionais do DVD pela VEVO. Como parte da divulgação do álbum, o concerto também foi exibido em redes de televisão, sendo transmitido nos dias 25 de dezembro de 2011 no canal britânico 4Music e no dia 30 de dezembro no Channel 4. No dia 11 de janeiro de 2012, Beyoncé disponibilizou a performance de "Love on Top" neste concerto em sua conta no VEVO e no iTunes Store.

## Conteúdo

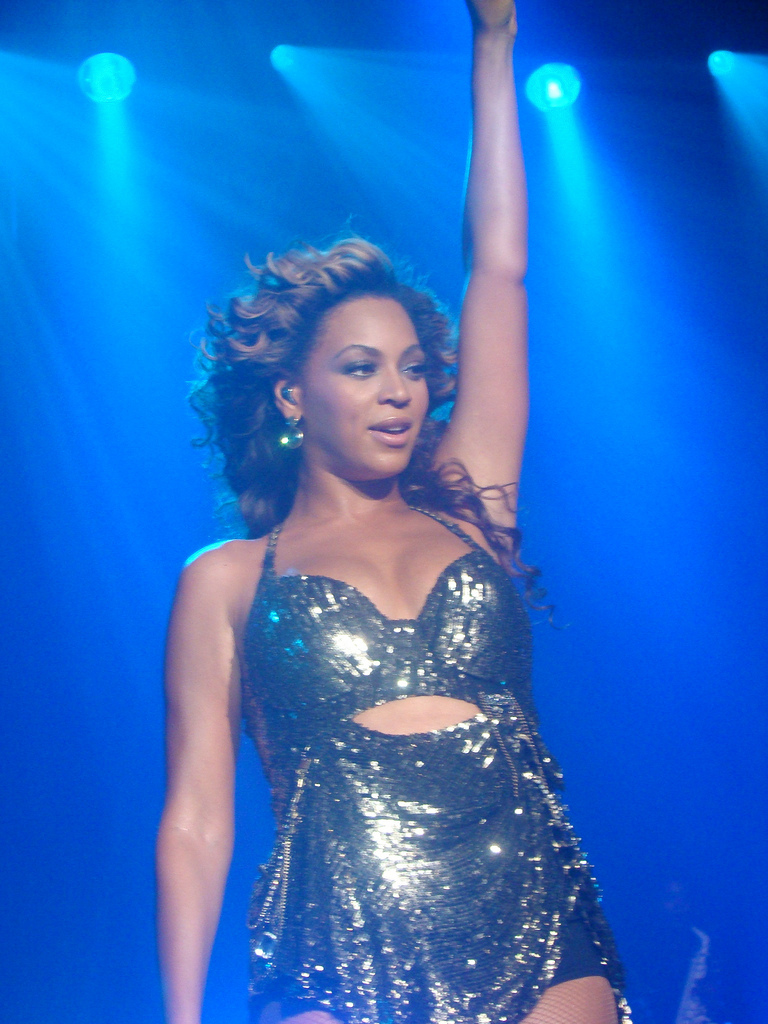
Beyoncé executando "Run the World (Girls)" no 4 Intimate Nights with Beyoncé que posteriormente teve cenas no DVD.

O DVD começa com Beyoncé deitada em uma cama falando sobre sua carreira, até a cena revelar Jay-Z abrindo a cortina e assim começar os concerto. A abertura do concerto segue-se com Beyoncé dizendo o que pretende para a noite, que é compartilhar sua história, e além de dizer "Hoje vai ser um pouco diferente, hoje vai ser mais intimo". Ela começa revelando histórias sobre as Destiny's Child e como seu pai foi sempre envolvido com a carreira das meninas. Também é citado o envolvimento do grupo com a Elektra Records. A música de abertura é "I Wanna Be Where You Are" cover dos The Jackson 5, a performance contem vídeos de Beyoncé no grupo Girl's Tyme. Depois da canção ela começa a cantar os maiores hits do Destiny's Child, parando de faixa em faixa para falar mais da sua história no grupo. Durante a performance de "Independent Women" ela diz que seu pai pegou a demo da canção para ser parte da trilha sonora de Charlie's Angels sem sua permissão, antes da performance aparecem cenas de Beyoncé, Michelle Williams e Kelly Rowland ouvindo a canção na versão de estúdio e comemorando, era a primeira vez que elas escutavam o álbum. Durante "Bootylicious" ela diz que teve inspiração na canção por pensar nas curvas femininas quando ouvia "Edge of Seventeen" de Stevie Nicks, além disso um vídeo dos bastidores do Grammy Awards em 2001, mostram Beyoncé, Kelly e Michelle tendo um bom tempo, mudando a letra da canção. Para encerrar o medley ela diz "Com tanto sucesso vem a negatividade, eles tentaram ser malvados mas na verdade me inspiraram", logo antes de começar a cantar "Survivor", durante a canção aparecem cenas dos bastidores da gravação do clipe de "Bootylicious" onde as Destiny's Child recebem a notícia de que o álbum Survivor debutou em primeiro lugar da Billboard 200.

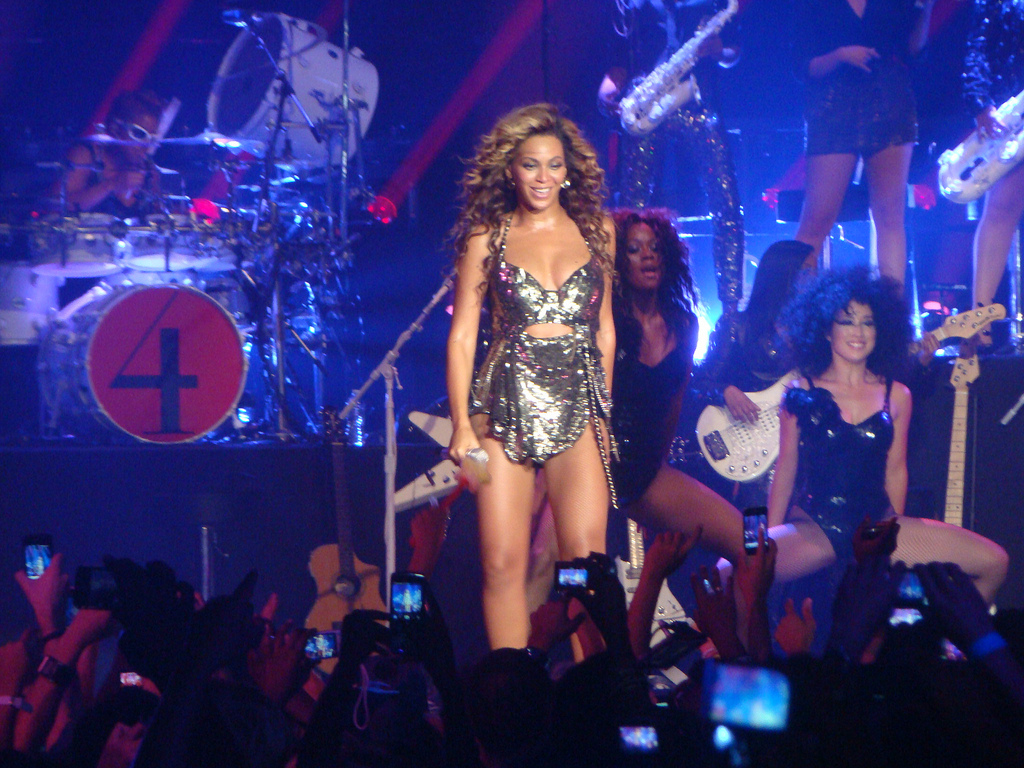
Beyoncé executando "End of Time" no 4 Intimate Nights with Beyoncé que posteriormente teve cenas no DVD, além da performance do Glastonbury Festival e na turnê promocional do 4.

Beyoncé canta rapidamente "03 Bonnie & Clyde" para começar a falar sobre sua carreira solo. Ela diz que quando ela apresentou Dangerously in Love, seu álbum de estreia, para sua gravadora eles lhe disseram que ela não tinha nenhuma música de sucesso no álbum. Beyoncé faz uma versão calma de jazz com a música "Crazy in Love". Na performance de "Irreplaceable" as cenas do concerto são cruzadas com um fã de Beyoncé com deficiência visual, que a conhece no camarim e canta algumas partes da canção. Depois Beyoncé começa a dizer o que o número 4 representa na sua vida, e cita datas de aniversários do seu marido Jay-Z, sua mãe Tina Knowles, seu próprio aniversário, além do número na vida de Barack Obama, Beyoncé termina a brincadeira dizendo " E em 4 de abril de 2008 alguém colocou um anel no meu dedo". Logo assim começando a cantar "Single Ladies (Put a Ring on It)".
| Live at Roseland: Elements of 4                                                      | Eu me dediquei de coração e alma a Dangerously in Love. Depois de tocá-lo para a gravadora, disseram que não tinha nenhum sucesso. "Dangerously in Love", "Me, Myself and I", "Baby Boy", "Naughty Girl", "Crazy in Love". E falaram: "Desculpe, Beyoncé, mas não ouvi um único sucesso." Eles estavam certos. Eram cinco. | Live at Roseland: Elements of 4 |
| — Beyoncé falando sobre seu primeiro álbum antes de cantar a música "Crazy in Love". | |                                 |

Beyoncé começa a cantar suas canções do álbum 4, começando com "I Care" e "I Miss You", Beyoncé sentada em um banco cantando as músicas e indo até a platéia para cantar alguns versos. Logo depois um corte para "Run the World (Girls)" com recurso de muita luz e coreografias elaboradas para um palco menor. Na performance de "1+1" é entrelaçadas cenas do concerto, com cenas de Beyoncé ensaiando a canção no seu camarim antes de se apresentar no American Idol, onde a música foi executada pela primeira vez. Agora Beyoncé tem as The Mamas ao seu lado para executar "Party", com cenas de uma festa para comemorar um aniversário de Beyoncé. "Love on Top" tem uma coreografia pesada que foi dada um revisão ótima. Seguindo com "Best Thing I Never Had" com novos arranjos. "Countdown" é seguido com edição semelhante ao seu videoclipe, com ênfase no refrão da canção. "End of Time" contém cenas da turnê promocional que Beyoncé fez para promover seu álbum 4 e o concerto dela no Glastonbury Festival. O DVD termina com a música "I Was Here" mostrando uma retrospectiva da vida de Beyoncé contendo os momentos mais importantes da vida da cantora.

## Faixas
O DVD conta com os maiores sucessos do grupo Destiny's Child, além de sucessos solo de Beyoncé e grande parte da tracklist do álbum 4. Na versão Live at Roseland: Elements of 4, além do concerto completo, o DVD contém sete videoclipes de faixas do álbum 4. A tracklist original foi divulgada dia 9 de novembro no site oficial da cantora. O concerto é dividido em três partes uma intitulada "The Journey B 4...", outra intitulada "4" onde contém a parte que Beyoncé canta a maioria das músicas de seu álbum com mesmo nome, a última parte é composta pelo making-of do concerto. Na versão de luxo o segundo DVD contém sete videoclipes de faixas do álbum 4, sendo intitulado de "Video Anthology", a última faixa consiste nos bastidores da gravação do videoclipes.
| The Journey B 4... |                                    |                                                |         |  |
| N.º                | Título                             | Informações adicionais                         | Duração |  |
| 1.                 | "Intro"                            |                                                | 1:54    |  |
| 2.                 | "I Wanna Be Where You Are"         |                                                | 2:37    |  |
| 3.                 | "No, No, No Part 1"                | contém elementos de "Welcome to Hollywood"     | 1:30    |  |
| 4.                 | "No, No, No Part 2"                |                                                | 1:19    |  |
| 5.                 | "Bug a Boo"                        |                                                | 0:32    |  |
| 6.                 | "Bills, Bills, Bills"              |                                                | 0:45    |  |
| 7.                 | "Say My Name"                      |                                                | 0:46    |  |
| 8.                 | "Jumpin' Jumpin'"                  |                                                | 0:30    |  |
| 9.                 | "Independent Women Part 1"         |                                                | 2:27    |  |
| 10.                | "Bootylicious"                     | contém elementos de "Edge of Seventeen"        | 1:50    |  |
| 11.                | "Survivor"                         |                                                | 2:16    |  |
| 12.                | "'03 Bonnie & Clyde"               | contém elementos de "If I Was Your Girlfriend" | 1:01    |  |
| 13.                | "Crazy in Love"                    | contém elementos de "Are You My Woman?"        | 6:01    |  |
| 14.                | "Dreamgirls"                       |                                                | 1:02    |  |
| 15.                | "Irreplaceable"                    |                                                | 2:02    |  |
| 16.                | "Single Ladies (Put a Ring on It)" |                                                | 3:34    |  |

| 4   |                          |                                    |         |  |
| N.º | Título                   | Informações adicionais             | Duração |  |
| 17. | "I Care"                 |                                    | 4:05    |  |
| 18. | "I Miss You"             |                                    | 3:23    |  |
| 19. | "Run the World (Girls)"  | contém elementos de "Pon De Floor" | 2:55    |  |
| 20. | "1+1"                    |                                    | 5:37    |  |
| 21. | "Party"                  | contém elementos de "La Di Da Di"  | 3:09    |  |
| 22. | "Love on Top"            |                                    | 4:22    |  |
| 23. | "Best Thing I Never Had" |                                    | 5:12    |  |
| 24. | "Countdown"              | contém elementos de "Uhh Ahh"      | 3:10    |  |
| 25. | "Rather Die Young"       |                                    | 3:44    |  |
| 26. | "End of Time"            |                                    | 3:45    |  |
| 27. | "I Was Here"             |                                    | 8:46    |  |

| Roseland |                    |         |  |
| N.º      | Título             | Duração |  |
| 28.      | "Behind the Stage" | 6:29    |  |

| DVD 2: Video Anthology |                          |         |  |
| N.º                    | Título                   | Duração |  |
| 1.                     | "1+1"                    | 4:32    |  |
| 2.                     | "Best Thing I Never Had" | 4:14    |  |
| 3.                     | "Party (feat. J. Cole)"  | 3:41    |  |
| 4.                     | "Love on Top"            | 3:17    |  |
| 5.                     | "Countdown"              | 3:34    |  |
| 6.                     | "Run the World (Girls)"  | 4:50    |  |
| 7.                     | "Dance for You"          | 5:14    |  |

| Bônus do menu |                              |         |  |
| N.º           | Título                       | Duração |  |
| 8.            | "Beyoncé: Behind the Camera" | 20:00   |  |

## Recepção

### Avaliação da crítica
| Críticas profissionais | Críticas profissionais |
| Avaliações da crítica  | Avaliações da crítica  |
| Fonte                  | Avaliação              |
| ---------------------- | ---------------------- |
| The New York Times     | Positivo               |
| VH1                    | Positivo               |
| Yahoo!                 | Positivo               |
| Daily Express          | 4 de 5 estrelas.       |
| People                 | 3.5 de 4 estrelas.     |
| Jam!                   | 4 de 5 estrelas.       |

O álbum foi muito bem recebido pelos críticos de música. Nate Chinen do The New York Times comparou o Live at Roseland: Elements of 4 com o álbum Live at the Royal Albert Hall da cantora britânica Adele, que foi lançado no mesmo mês. Ele observou que os álbuns "compartilham algumas afinidades intrigante" comentando: "Naturalmente, há a valorização do canto, poderosos e ágeis, existem expressões explícitas de gratidão, em meio a um ar implícito de conquista. Propositadamente, também, há a sugestão de desempenho como testemunho. O set list como narrativa pessoal, em ambos os casos o tema da auto-empoderamento feminino é evidente, às vezes um pouco sem jeito, contra o fato de um parceiro sem nome específico, mas do sexo masculino." No entanto, Chien comentou que o Live at Roseland: Elements of 4 faz um espetáculo hermético fora de um simples movimento."
Kat George da VH1 fez uma crítica positiva para o álbum, descrevendo como "cenas comoventes, inspiradoras e contagiantes ao mesmo tempo", chamando-lhe de "imaculadamente produzido". Ela ainda escreveu que "apertado e sucinta, não há falta no DVD Live At Roseland: é alta energia do começo ao fim, não lhe dando a chance de largar ou perder o interesse. " George continuou descrevendo o álbum como "íntimo", que segundo ela dá "a magia de Beyoncé, mesmo quando ela está falando para uma platéia cheia, ela está realmente falando com você, e você sozinho." Ela terminou sua crítica dizendo que o álbum dá uma noite pessoal com Beyoncé, juntamente com uma "graça absoluta e humildade suprema".
O site Yahoo! deu uma avaliação positiva ao álbum descrevendo-o como uma ótima oportunidade de conhecer a vida de Beyoncé, escrevendo: "Os fãs da Bey devem se preparar para ver a diva em uma luz totalmente nova como ela descobre sua alma, mostrando clips íntimos de sua vida pessoal - incluindo momentos com seu marido Jay-Z e sua barriga com o bebê em crescimento." Ele continuou sua avaliação dizendo: "A parte mais impressionante do show, vem quando a Bey realiza seu último álbum o 4  em sua totalidade e lembra a platéia que ela derramou seu coração e alma para o álbum." Para terminar, o site fala: "Como famosamente o Jay diz, a Bey é a "mais quente b**ch no jogo [da música]. E este DVD comprova isso." Simon Gage do Daily Express comentou que o álbum é um "Pacote completo com a voz, a aparência e a capacidade de compor de Beyoncé." A revista People elogiou o álbum ao vivo, dando-lhe três estrelas e meia, num total de quatro. Darryl Sterdan do site Jam! deu ao álbum quatro estrelas de cinco e disse: "Com sua mistura habitual de majestade diversidade, com intimidade e energia sem limites, B[eyoncé]... rebobina sua carreira e realiza seu último CD no NYC Ballroom".

### Elogios
Um escritor do jornal Boston Globe colocou o álbum na lista dos "Melhores DVDs para presentear nesta temporada" em 2011, dizendo: "Os vídeos de Beyoncé para seu álbum mais recente, 4, zumbiam neste ano, e o disco duplo da edição de luxo reúne todos em um DVD." No dia 25 de novembro de 2011 a revista Billboard listou o álbum como um dos melhores DVDs para presentear no natal de 2011. Sasha Frere-Jones do The New Yorker colocou o álbum em sua lista chamada "A melhor música de 2011: Os cantores americanos" comentando sobre o álbum: "Foi emocionante assistir-lo, porque o show era extraordinariamente inteligente, Beyoncé simplesmente nasceu para estar no palco, vestir roupas brilhantes, e trabalhar um palco, mas porque Beyoncé significa que, quer, tem a voz, e sabe quem contratar para concretizar suas idéias."

### Performance comercial
No dia 28 de novembro de 2011, o álbum estrou na para espanhola Top 20 DVD Musical na quarta posição. No dia 30 de novembro de 2011, o álbum debutou na terceira posição nos Estados Unidos no Top Music Videos com 17 mil cópias vendidas, alcançando na semana seguinte o pico no número dois. No dia 2 de dezembro de 2011, o álbum entrou nas paradas Top Music DVD Chart em Flandres na Belgica na sexta posição e DVD Music Top 30 nos Países Baixos na quarta posição onde atingiu o pico no número 1 no dia 11 de fevereiro de 2012. Em sua semana de lançamento, o álbum foi certificado em disco de ouro pela Związek Producentów Audio Video (ZPAV) na Polônia por vendas superiores a 5 mil unidades. No dia 9 de dezembro de 2011, o álbum estreou na Top Music DVD Chart em Valônia na Bélgica na nona posição, sendo a melhor estréia da semana. No mesmo dia o álbum estreou em mais três paradas, no Veckolista DVD Album na oitava posição na Suécia, no Top DVD Musicaux na oitava posição na França e na Irlanda no Top 10 Music DVDs na décima posição, onde atingiu seu pico no número 8 no dia 30 de dezembro de 2011. No dia 11 de dezembro de 2011 o álbum estreou na parada do britânica Top 40 Music Video na oitava posição. No mesmo dia o DVD estreou na Austrália, na posição de número quatro no Top 40 Music DVD Chart, sendo a melhor estréia da semana, alcançando o pico no número três no dia 1 de janeiro de 2012.
No dia 12 de dezembro, o álbum estreou na parada alemã Musikvideo-Charts na décima posição. No dia 14 de dezembro de 2011, o álbum estreou na Suíça no Music DVD Top 10 na oitava posição. No dia 15 de dezembro de 2011, o álbum estreou em mais duas paradas, no Top-75 Albums Sales Chart da Grécia na quinquagésima-quarta posição e no Top DVD Musicali da Itália na segunda posição, sendo a melhor estréia da semana. No dia 18 de dezembro de 2011, duas semanas após seu lançamento o álbum foi certificado em disco de platina pela Australian Recording Industry Association (ARIA) na Austrália por vendas superiores a 15 mil unidades. No dia 21 de dezembro de 2011, o álbum estreou no Top 30 DVD's Musicais de Portugal na nona posição, sendo a melhor estreia da semana. Com apenas quatro semanas após seu lançamento, o álbum figurou na lista anual dos DVDs mais vendidos de 2011 nos Países Baixos, ficando na vigésima-terceira posição no DVD Chart, e na vigésima-nona posição no Top 50 Music DVDs na lista anual da Austrália. No dia 1 de janeiro de 2012, o álbum estreou no DVD音楽週間ランキング do Japão na sexagésima-segunda posição. Mesmo com poucas semanas após seus lançamento, ele se consagrou sendo o segundo DVD mais vendido de 2011 no mundo e nos Estados Unidos onde a edição simples foi certificado em ouro e a edição de luxo em platina pela Recording Industry Association of America (RIAA). No Brasil, este DVD ficou na décima-quinta posição nos DVDs mais vendidos de 2011. Em 2012, a edição de luxo do álbum foi certificado em ouro na França pela Syndicat National de l'Édition Phonographique. O álbum figurou novamente listas anuais em 2012, nos Países Baixos, na lista DVD Chart onde ficou na décima-primeira posição e nos Estados Unidos onde apareceu na terceira posição.

### Atribuições de prêmios
Em 2011, o videoclipe de "Run the World (Girls)" recebeu as indicações Best Cinematography, Best Choreography e Best Female Video no MTV Video Music Awards de 2011 sendo vencedor na categoria Best Choreography. No mesmo ano foi indicado na categoria Best Video no MTV Europe Music Awards e no Virgin Media Music Awards. Já em 2012, recebeu indicações ao People's Choice Awards na categoria Favorite Music Video e ao MTV Video Music Awards Japan nas categoria Best Pop Video e Best Coreography. No mesmo ano, a performance ao vivo de "I Was Here" neste DVD foi indicado ao NAACP Image Awards na categoria Outstanding Music Video. No BET Awards de 2012, Beyoncé recebeu 4 indicações pelos videoclipes retirados deste álbum de vídeo, "Party" na categoria Best Collaboration, duas indicações ao Video of the Year por "Countdown" e "Love on Top" que também foi indicado na categoria Coca-Cola's Viewers Choice.

## Desempenho
| Tabelas musicais (2011 - 2012)                | Melhor posição |
| --------------------------------------------- | -------------- |
| Alemanha - Musikvideo-Charts                  | 10             |
| Austrália - Top 40 Music DVD Chart            | 3              |
| Bélgica - Top 10 Music DVD (Flandres)         | 6              |
| Bélgica - Top 10 Music DVD (Valônia)          | 9              |
| Espanha - Top 20 DVD Musical                  | 4              |
| Estados Unidos - Top Music Videos (Billboard) | 2              |
| França - Top DVD Musicaux                     | 8              |
| Grécia - Top-75 Albums Sales Chart            | 54             |
| Hungria - DVD Top 20 Lista                    | 13             |
| Irlanda - Top 10 Music Videos                 | 8              |
| Itália - DVD Musicali                         | 2              |
| Japão - DVD音楽週間ランキング                 | 62             |
| Países Baixos - DVD Music Top 30              | 1              |
| Portugal - Top 30 DVD's Musicais              | 9              |
| Reino Unido - Top 40 Music Video              | 8              |
| Suécia - Veckolista DVD Album                 | 8              |
| Suíça - Music DVD Top 10                      | 8              |

| Tabelas musicais (2011)          | Posição |
| -------------------------------- | ------- |
| Austrália - Top 50 Music DVDs    | 29      |
| Brasil - Top 20 DVDs             | 15      |
| Países Baixos - DVD Music        | 23      |
| Mundo - Top 10 Music DVDs        | 2       |
| Tabelas musicais (2012)          | Posição |
| Estados Unidos - Top Music Video | 3       |
| Países Baixos - DVD Music        | 11      |

| País / Certificadora  | Certificações  |
| Edição simples        | Edição simples |
| --------------------- | -------------- |
| Estados Unidos / RIAA | Ouro           |
| Polónia / ZPAV        | Ouro           |
| Edição de Luxo        |                |
| Austrália / ARIA      | Platina        |
| Estados Unidos / RIAA | Platina        |
| França / SNEP         | Ouro           |

## Prêmios e indicações
| Prêmiação                    | Ano  | Nomeação                | Categoria                  | Resultado |
| ---------------------------- | ---- | ----------------------- | -------------------------- | --------- |
| BET Awards                   | 2012 | "Party"                 | Best Collaboration         | Indicado  |
| BET Awards                   | 2012 | "Countdown"             | Video of The Year          | Indicado  |
| BET Awards                   | 2012 | "Love on Top"           | Video of The Year          | Indicado  |
| BET Awards                   | 2012 | "Love on Top"           | Coca-Cola's Viewers Choice | Indicado  |
| MTV Europe Music Awards      | 2011 | "Run the World (Girls)" | Best Video                 | Indicado  |
| MTV Video Music Awards       | 2011 | "Run the World (Girls)" | Best Cinematography        | Indicado  |
| MTV Video Music Awards       | 2011 | "Run the World (Girls)" | Best Choreography          | Venceu    |
| MTV Video Music Awards       | 2011 | "Run the World (Girls)" | Best Female Video          | Indicado  |
| MTV Video Music Awards       | 2012 | "Love on Top"           | Best Female Video          | Indicado  |
| MTV Video Music Awards       | 2012 | "Countdown"             | Best Choreography          | Indicado  |
| MTV Video Music Awards       | 2012 | "Countdown"             | Best Editing               | Venceu    |
| MTV Video Music Awards       | 2012 | "Countdown"             | Most Share-Worthy Video    | Indicado  |
| MTV Video Music Awards Japan | 2012 | "Run The World (Girls)" | Best Pop Video             | Indicado  |
| MTV Video Music Awards Japan | 2012 | "Run The World (Girls)" | Best Choreography          | Indicado  |
| MPVA Awards                  | 2012 | "Dance For You"         | Best Art Direction         | Indicado  |
| MPVA Awards                  | 2012 | "Dance For You"         | Best Choreography          | Indicado  |
| MPVA Awards                  | 2012 | "Party"                 | Best Styling               | Indicado  |
| NAACP Image Awards           | 2012 | "I Was Here"            | Outstanding Music Video    | Indicado  |
| People's Choice Awards       | 2012 | "Run The World (Girls)" | Favorite Music Video       | Pendente  |
| Virgin Media Music Awards    | 2012 | "Run The World (Girls)" | Best Video                 | Pendente  |
| World Music Awards           | 2012 | "Run The World (Girls)" | World's Best Video         | Pendente  |

### Precessão e sucessão
| Gráficos de sucessão                          | Gráficos de sucessão                                                                                 | Gráficos de sucessão                             |
| --------------------------------------------- | --- | ------------------------------------------------ |
| Precedido por "Bad Romance" por Lady Gaga     | MTV Video Music Awards para Best Choreography in a Music Video ("Run the World (Girls)") 2011 — 2012 | Sucedido por "Turn Up the Music" por Chris Brown |
| Precedido por "Rolling in the Deep" por Adele | MTV Video Music Awards para Best Editing ("Countdown") 2012 — 2013                                   | Sucedido por Indefinido                          |

## Créditos
Ao som da música "Schoolin' Life" os créditos foram dados no final do primeiro disco:
| DVD - Direção – Beyoncé Knowles, Ed Burke, Anthony Green - Produção executiva – Beyoncé Knowles, Steph Scire, Rob Schroeder, Georg Kallert - Direção de show, coreográfia e palco – Beyoncé Knowles, Frank Gatson Jr. - Direção musical – Beyoncé Knowles, Kim Burse, Bibi Mc Gill, Rie Tsuji - Figurino – Tina Knowles, Tim White - Assistencia de coreografia – Chirs Grant, Bryan Tanaka - Edição - Alexander Hammer, Jeremiah Schuf, Geoff Ashenhunt - Direção de fotografia – Todd Samadavilla Banda - Guitarra – Bibi McGill - Teclas – Brittani Washington, Rie Tsuji - Baixo – Lauren Taneil - Bateria – Cara Coleman-Dunham - Sopro – Katty Rodriguez-Harold, Crystal Torres, Kischia Carter - Backing vocal – Montina Cooper, Crystal Callins, Tiffany Riddick Orquestra - Violino – Yuiko Kamakari, Katie Kresek, Mary Jo Snip - Viola – Christiana Liberis - Violoncelo – Jessie Reagen Mann, Alison Seidner - Baixo – Sakia Sunshine Lane - Condutor – Joney Choi, Kiku Enomoto Dançarinos - Ashley Everett - Ashlei Seldon - Kimberly Gipson - Ai Shimatsu - Acron Witter - Bryan Tanaka - Bryan Marsh - Larry Bourgeois - Laurent Bourgeois Show - Manager – Alan Floyd - Co-manager - Bobby Schneider, Rich Voutselas - Coordenação – Wendy Smith - Palco manager – Dylan Lovelace - Projeto – Jason Kirshnik - Performance digital – Kevin Ryan - Engenharia – Chris Robold, Chaucey Burney - Tecnologia – Dan Klocker, Chris Berry, Chris Messina - Telcnologia no teclado – Cody Orrell - Tecnologia na guitarra – Sean O'Brian - Tecnologia de luzes – Nicholas Whitehouse, Alexandre Lefrançois - Direção de luzes – Remy Parent, Michel Pormeleau, Kieth DeVenna | Live Nation Créditos - Kevin Marrow - Jason Miler - Craig Goetsch - Lina Leca - AJ Fotógrafos - Myrna Soarez - Susannah Benjamin Editorial - Aoron Crazier - Blake Forber Audio - Mixagem – Jean-Mare Harvat, Ramon Rivas - Engenharia e edição – DJ Swivel - Design – Eic Hoffman - Assistência – Cole Cook, Dan Tobiason Créditos à cenas adicionas - Mathew Knowles - Solange Knowles - Shawn Carter - Angela Beyince - MTV Networks - Dreamgirls - Austin Powers in Goldmember - ABC Network - CBS Network - Grammy Awards - The Oprah Winfrey Show - The Apollo Theater - Star Search - BET Awards - Soul Train Music Awards - Fashion Tocks - Movies Rock - Sony Music - Glastonbury Festival - Coachelle Festival - Super Bowl XXXVIII - Larry King Live - Billboard Awards - The Magic Hour - Selfridges & Co. - Beyond Productions |

## Histórico de lançamento
| País           | Data                   | Distribuidora    | Edição                         | Formato                      |
| -------------- | ---------------------- | ---------------- | ------------------------------ | ---------------------------- |
| Estados Unidos | 21 de novembro de 2011 | Columbia Records | Edição simples                 | DVD                          |
| Países Baixos  | 25 de novembro de 2011 | Sony Music       | Edição de luxo                 | 2-DVD                        |
| França         | 28 de novembro de 2011 | Sony Music       | Edição simples, edição de luxo | DVD, 2-DVD, download digital |
| Brasil         | 29 de novembro de 2011 | Sony Music       | Edição de luxo                 | 2-DVD                        |
| Canadá         | 29 de novembro de 2011 | Sony Music       | Edição de luxo                 | 2-DVD, download digital      |
| Estados Unidos | 29 de novembro de 2011 | Columbia Records | Edição de luxo                 | 2-DVD, download digital      |
| Irlanda        | 29 de novembro de 2011 | Sony Music       | Edição de luxo                 | Download digital             |
| Austrália      | 2 de dezembro de 2011  | Sony Music       | Edição de luxo                 | 2-DVD                        |
| Alemanha       | 2 de dezembro de 2011  | Sony Music       | Edição simples, edição de luxo | DVD, 2-DVD, download digital |
| Polónia        | 5 de dezembro de 2011  | Sony Music       | Edição simples, edição de luxo | DVD, 2-DVD                   |
| Reino Unido    | 5 de dezembro de 2011  | Sony Music       | Edição de luxo                 | 2-DVD, download digital      |
| Japão          | 21 de dezembro de 2011 | Sony Music       | Edição de luxo                 | 2-DVD                        |
| Austrália      | 5 de Janeiro de 2012   | Sony Music       | Edição de luxo                 | App                          |
| Bielorrússia   | 5 de Janeiro de 2012   | Sony Music       | Edição de luxo                 | App                          |
| Bélgica        | 5 de Janeiro de 2012   | Sony Music       | Edição de luxo                 | App                          |
| Bulgária       | 5 de Janeiro de 2012   | Sony Music       | Edição de luxo                 | App                          |
| Brasil         | 5 de Janeiro de 2012   | Sony Music       | Edição de luxo                 | App                          |
| Canadá         | 5 de Janeiro de 2012   | Sony Music       | Edição de luxo                 | App                          |
| Croácia        | 5 de Janeiro de 2012   | Sony Music       | Edição de luxo                 | App                          |
| Dinamarca      | 5 de Janeiro de 2012   | Sony Music       | Edição de luxo                 | App                          |
| Espanha        | 5 de Janeiro de 2012   | Sony Music       | Edição de luxo                 | App                          |
| Estados Unidos | 5 de Janeiro de 2012   | Sony Music       | Edição de luxo                 | App                          |
| México         | 5 de Janeiro de 2012   | Sony Music       | Edição de luxo                 | App                          |
| Portugal       | 5 de Janeiro de 2012   | Sony Music       | Edição de luxo                 | App                          |
| Países Baixos  | 5 de Janeiro de 2012   | Sony Music       | Edição de luxo                 | App                          |
| Reino Unido    | 5 de Janeiro de 2012   | Sony Music       | Edição de luxo                 | App                          |